# (73992) 1998 FK1
(73992) 1998 FK1 – planetoida z pasa głównego asteroid okrążająca Słońce w ciągu 3,33 lat w średniej odległości 2,23 j.a. Odkryta 20 marca 1998 roku.